# Johann Wilhelm Adolf Hansemann
Johann Wilhelm Adolf Hansemann (* 14. Mai 1784 in Finkenwerder; † 26. Juli 1862 in Diepholz) war ein deutscher Geistlicher und Entomologe.

## Leben
Johann Wilhelm Adolf Hansemann war eines von elf Kindern des evangelisch-lutherischen Pfarrers Eberhard Ludwig Hansemann (1739–1821) und dessen Ehefrau Amalie Magdalene Möller (1751–1825). Der Kaufmann und Bankier David Justus Ludwig Hansemann war sein jüngerer Bruder.
Johann Wilhelm Adolf Hansemann wirkte in der Zeit von 1822 bis 1837 in der Grafschaft Hoya in Leese als Prediger, sammelte Insekten und beschrieb 1823 mehrere Insektenarten aus dem »…kleinen Umkreise einer Quadratstunde…« von dem im heutigen Landkreis Nienburg (Niedersachsen) gelegenen Leese. Hansemann ist mit dieser Schrift unter anderem Erstbeschreiber der Gemeinen Binsenjungfer Lestes sponsa (Hansemann, 1823), einer Art aus der Familie der Teichjungfern (Lestidae) und vom Großen Granatauge Erythromma najas (Hansemann, 1823), einer Libelle aus der Familie der Schlanklibellen (Coenagrionidae).
Seine letzten Lebensjahre verbrachte er in einer Anstalt für Geisteskranke.

## Schriften (Auswahl)
- Anfang einer Auseinanderseßung der deutschen Arten der Gattung Agrion F. In: Zoologisches Magazin (herausgegeben von C. R. W. Wiedemann), 2 (1): Altona 1823, S. 148–161. (Digitalisat)